# TEE Le Mont Cenis
Le Mont Cenis è una relazione ferroviaria tra Milano e Lione operativa tra il 1957-1972, come Trans Europ Express (TEE) di sola prima classe.

## Storia
Il TEE «Le Mont Cenis» fu il successore di un collegamento già esistente negli anni cinquanta con un materiale rotabile RGP (rame à grand parcours) SNCF che collegava Milano e Lione. Nel 1957 venne inaugurato il collegamento TEE con numerazione TEE 631-632 in Francia, TEE 467-462 in Italia, automotrici X 2770 trasformate per offrire un interno ed un servizio di alta qualità.
Successivamente venne affidato alle automotrici diesel Breda ALn 442-448, fino alla sua soppressione nel 1972. Il viaggio durava 5h 24' da Milano Centrale a Lyon Perrache, su un percorso di 462 km (ad una media di 85,5 km/h) e 5h 22' al ritorno (86 km/h di media), e questo nonostante 7 stazioni intermedie: Chambéry, Montmélian, Saint-Jean-de-Maurienne, Modane, Bardonecchia, Oulx, Torino Porta Nuova.